# 格拉斯主教座堂

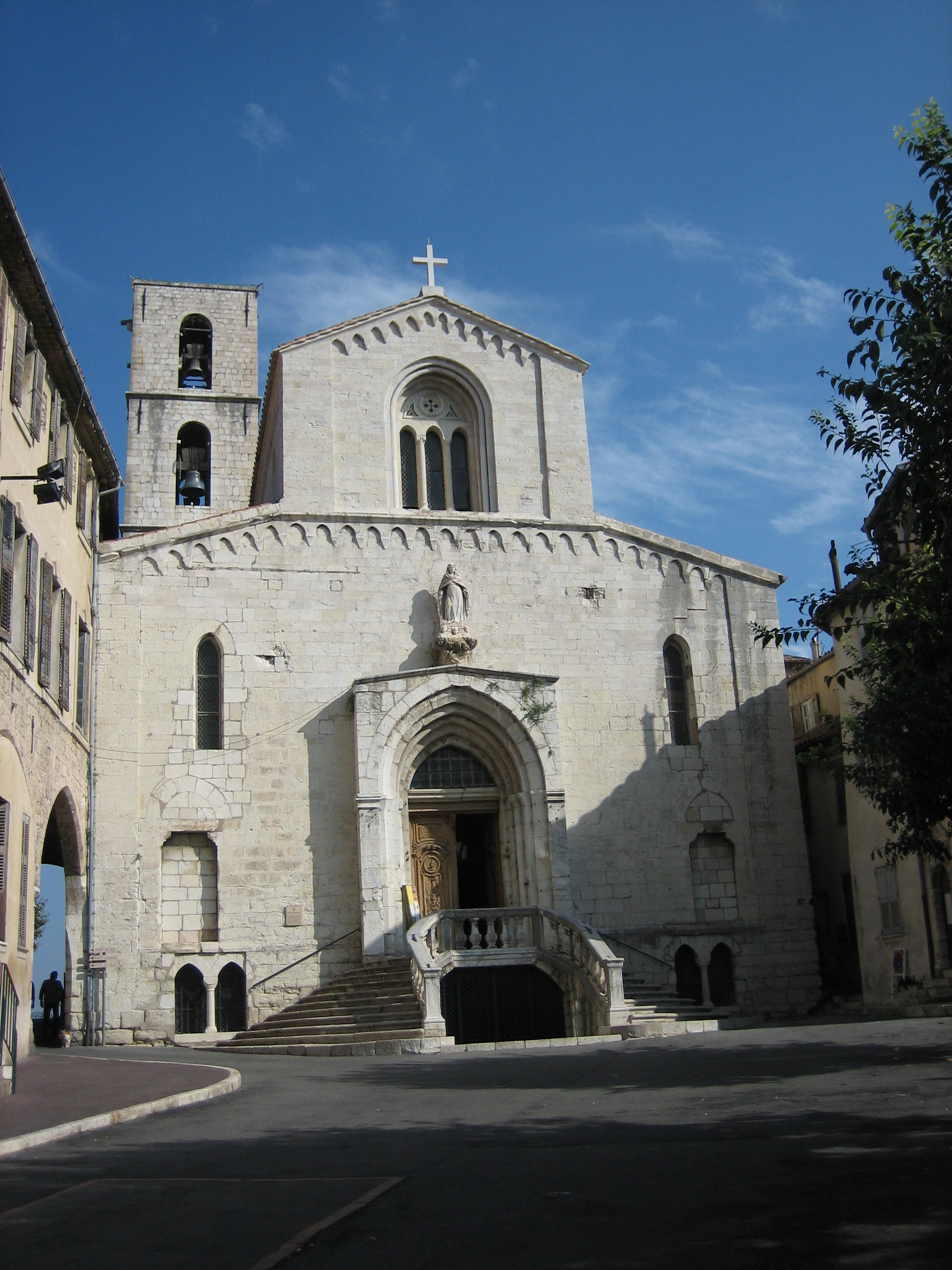
格拉斯主教座堂

格拉斯主教座堂（Cathédrale Notre-Dame-du-Puy de Grasse）曾是一座罗马天主教主教座堂，法国国家文物，位于市镇格拉斯。
该堂原为格拉斯主教驻地。1801年，格拉斯并入天主教尼斯教区。